# Wilhelm Capitaine
Wilhelm Capitaine (auch: Wilhelm Baron von Capitaine bzw. Wilhelm von Capitaine, Pseudonyme: W. Capy, Johann Walter Neumann, * 3. März 1871 in Pier; † 14. September 1948 in Köln-Junkersdorf) war ein deutscher Priester, Lehrer und Schriftsteller.

## Leben
Wilhelm Capitaine war der Sohn eines Maurers. Er besuchte die Volksschule und anschließend das Gymnasium in Düren. Nach dem Abitur studierte er katholische Theologie und Philosophie an der Universität Bonn. 1895 trat er in das Kölner Priesterseminar ein und wurde am 2. Juli 1896 im Kölner Dom von Philipp Kardinal Krementz zum Priester geweiht. Nach einer Aushilfe als Seminargeistlicher in Mützenich wurde er am 22. Juli 1896 zum Kaplan in Gangelt und am 24. August 1897 zum Kaplan in Grevenbroich ernannt. Dort wirkte er auch als Oberlehrer. 1898 promovierte er an der Universität Münster mit einer Arbeit in lateinischer Sprache über den Kirchenvater Origenes zum Doktor der Theologie. Am 3. Mai 1900 erfolgte seine Ernennung zum Religionslehrer am Progymnasium in Eschweiler. Nachdem diese Schule 1902 zum vollwertigen Gymnasium erhoben worden war, wurde Capitaine am 1. April 1902 zum Oberlehrer und 1911 zum Professor befördert. Mit dem 1. April 1912 wurde er dann zum Professor und mit dem 1. April 1914 zum Direktor der Eschweiler Realschule ernannt.
Im Jahre 1917 endete Wilhelm Capitaines Karriere als Lehrer unter ungeklärten Umständen; er war danach als Feldgeistlicher tätig. Bis 1919 war er Divisionspfarrer in
Potsdam, anschließend schrieb er als kirchlich bestellter Korrespondent
journalistische Artikel in englischer Sprache für amerikanische Zeitungen. Von 1926 bis 1946 lebte Capitaine als Pfarrer im heutigen Kölner Stadtteil Junkersdorf, welches zu seinen Lebzeiten Teil der Gemeinde Lövenich war. Sein Grab befand sich in seinem Heimatort Pier. Durch die Umsiedlung von Pier erfolgte eine Umbettung auf den Friedhof von Pier (Langerwehe).
Wilhelm von Capitaine verfasste neben theologischen Abhandlungen,
heimatkundlichen Schriften und Schulbüchern für den Religionsunterricht auch – unter Pseudonymen – Romane, Erzählungen, Gedichte und Theaterstücke, vorwiegend über historische Themen aus seiner Heimatregion. Für die Sagensammlung von Heinrich Hoffmann, „Zur Volkskunde des Jülicher Landes – Sagen aus dem Indegebiet“, schrieb er ein Vorwort samt Einführung in die Sagenthematik.

## Werke
- De Origenis ethica, Monasterii Guestf. 1898 (unter dem Namen Guilelmus Capitaine)
- Der bekehrte Dichter, Essen-Ruhr 1902 (unter dem Namen W. Capy)
- Zur Geschichte des Socialismus und der Socialdemokratie, Berlin 1902
- Die Moral des Clemens von Alexandrien, Paderborn 1903
- Jesus von Nazareth, Regensburg 1905
- Das Schulwesen in Großbritannien, Eschweiler
  - 1 (1907)
  - 2 (1909)
- Lehrbuch der katholischen Religion für die oberen Klassen höherer Lehranstalten, Cöln
  - 1. Apologetik, 1908
  - 2. Kirchengeschichte, 1909
  - 3. Dogmatik, 1909
  - 4. Sittenlehre, 1909
- Der Schmied von Aachen, Aachen 1909 (unter dem Namen J. W. Neumann)
- Zwischen Rur und Wehebach, Düren 1909 (unter dem Namen Johann Walter Neumann)
- Jakobe von Jülich, Jülich 1910 (unter dem Namen Johann Walter Neumann)
- Kirchengeschichte für die Mittelklassen höherer Lehranstalten, Cöln 1910
- Chronik von Eschweiler, Eschweiler 1911
- Gott und Götter, Paderborn 1911 (unter dem Namen Johann Walter Neumann)
- Der Gymnicher Ritt, dessen Geschichte und Feier, Eschweiler 1912
- Im Kirschenhof, Eschweiler 1912 (unter dem Namen Johann Walter Neumann)
- Nothberg, Eschweiler 1914
- Deutschland im Weltkrieg, Eschweiler 1915 (unter dem Namen Johann Walter Neumann)
- Drei deutsche Frauen, Warendorf i.W. 1916
- Meiner Mutter!, Eschweiler 1916
- Die Kirche U.L.F. in Liesse, Eschweiler 1917
- Die Jungfrau von der Dornenweide, Jülich 1922
- Der katholische Geistliche, Berlin-Wilmersdorf 1923
- Der Schöffe von Erkelenz, 1926[3]
- Der Pierer Dialekt, dessen Grammatik, Literatur und Lexikon, Aachen 1930

## Sonstiges
Zu Ehren von Wilhelm Capitaine wurde in Köln-Junkersdorf die ehemalige Dorfstraße in Wilhelm-von-Capitaine-Straße umbenannt. Im alten Pier gab es die Prof-v.-Capitaine-Straße südwestlich der Pierer Straße. Auch in Neu-Pier ist eine Straße nach Capitaine benannt.